# Islāh
Islāh (arabisch إصلاح, DMG iṣlāḥ ‚Aussöhnung, Instandsetzung, Verbesserung‘) ist ein Begriff aus dem Vokabular des Korans, der seit dem späten 19. Jahrhundert eine wichtige Rolle in den islamischen Reformdiskursen spielt. Der Begriff wird selbst ebenfalls meist mit „Reform“ übersetzt, allerdings hat er durch seine Verankerung im Koran stärker religiöse Konnotationen. In den 1990er Jahren wurden mehrere islamisch-politische Bewegungen und Parteien gegründet, die sich nach diesem Prinzip benannten.

## Koranische Verwendung
Das arabische Wort iṣlāḥ ist von der Wortwurzel ṣ-l-ḥ abgeleitet, die die Bedeutung „gut, richtig, rechtschaffen, redlich, brauchbar, passend sein bzw. werden“ hat. Iṣlāḥ ist das Verbalsubstantiv zum vierten Stamm dieser Wortwurzel und hat die Bedeutung von „eine Aussöhnung (Sulh) herbeiführen“, „in Ordnung bringen“, „für geordnete Verhältnisse sorgen“. Iṣlāḥ im Sinne von Aussöhnung ist vor allem im koranischen Eherecht von Bedeutung. So wird dem Ehemann, der seine Frau verstoßen hat, in Sure 2:228 erlaubt, diese innerhalb der Wartezeit zurückzuholen, wenn er eine Aussöhnung (iṣlāḥ) will. Dieselbe Bedeutung liegt in Sure 4:35 zugrunde, wo beschrieben wird, wie im Falle von Zerwürfnissen zwischen Eheleuten zu verfahren ist: „Wenn ihr ein Zerwürfnis zwischen ihnen beiden fürchtet, dann bestellt jeweils einen Friedensrichter (hakam) aus seiner und ihrer Verwandtschaft. Wenn beide Versöhnung (iṣlāḥ) wollen, wird Gott es zwischen beiden gelingen lassen.“
Iṣlāḥ kann aber auch die Aussöhnung unter den Muslimen bezeichnen. Wenn zwei Gruppen von ihnen einander bekämpfen, dann besteht die Pflicht zum Islāh zwischen ihnen (Sure 49:4). Diese Pflicht zur Friedensstiftung gilt besonders deswegen, weil die Gläubigen Brüder sind (Sure 49:10). Der Islāh zwischen den Menschen gilt als eine gute Tat, die von Gott großzügig belohnt werden soll, wie es in Sure 4:114 heißt: „Nur wer Almosen befiehlt oder Güte oder Versöhnung zwischen den Menschen (iṣlāḥ baina n-nās), und wer das tut, um Gottes Wohlgefallen zu erlangen, dem werden wir reichen Lohn geben“ (Übers. H. Bobzin).
Eine andere Bedeutung hat iṣlāḥ in Sure 2:220, wo die Verwaltung des Vermögens von Waisen behandelt wird. Es wird hier ausgesagt, dass ein Islāh gegenüber den Waisen besser sei, aber wenn man sich schon mit ihnen zusammentue, man sie wie Brüder behandeln müsse. Die muslimischen Exegeten haben das so verstanden, dass die Gläubigen eigentlich die Pflicht haben, das Vermögen der Waisen getrennt zu verwalten, Gott aber den Gläubigen in Form eines Zugeständnisses erlaubt habe, mit ihnen eine Gütergemeinschaft zu bilden. Für den Begriff iṣlāḥ ergibt sich somit hier die Bedeutung der Herstellung geordneter Verhältnisse.
Islāh ist etwas, dem nach dem Koran insbesondere Propheten nachstreben. So spricht in Sure 11:88 der Prophet Schuʿaib: „Ich will nichts als für Ordnung sorgen, soweit ich es vermag“ (in urīdu illā l-iṣlāḥa mā staṭiʿtu). Diejenigen, die sich für Islāh einsetzen, die muṣliḥūn, werden im Koran lobend erwähnt (Sure 11:117; 28:19). Sie sollen nicht um ihren Lohn gebracht werden (Sure 7:170).
Negativer Gegenbegriff zu iṣlāḥ ist ifsād, das die Bedeutung von „Schwächung, Zugrunderichtung, Unheilstiftung“ hat. An zwei Stellen (Sure 7:56 und 85) werden die Menschen aufgefordert, nicht Unheil auf der Erde anzurichten, nachdem sie in Ordnung gebracht worden ist (wa-lā tufsidū fī l-arḍ baʿda iṣlāḥi-hā). Unheilstifter, mufsidūn, sind nach Sure 2:11-12 insbesondere solche Menschen, „die eine Krankheit im Herzen haben“. Wenn man zu ihnen sage: „Richtet auf der Erde kein Unheil an!“ (lā tufsidū fī l-arḍ), dann sagten sie: „Wir sind es doch, die Heil bewirken“ (innamā naḥnu muṣliḥūn). Dem wird entgegengehalten, dass diese Menschen Unheilstifter seien, ohne es zu merken (inna-hum hum al-mufsidūn wa-lākin lā yašʿurūna).

## Bedeutung im modernen Islam

### Die ersten Islāh-Aufrufe
Als politisch-religiöses Schlagwort wurde Islāh zum ersten Mal von dem ägyptischen Reformdenker Muhammad Abduh aufgegriffen. Er verwendete diesen Begriff schon in seinen frühesten Artikeln, die 1876 in der Zeitung al-Ahrām veröffentlicht wurden. Zu einem echten Schlüsselbegriff entwickelte sich Islāh aber erst in der panislamischen Zeitschrift al-Manār, die ʿAbduh ab 1898 zusammen mit Raschīd Ridā herausgab. Hier wurde zu einem „religiösen und sozialen Islāh“ (iṣlāḥ dīnī wa-iǧtimāʿī), einem „Islāh der Schulbücher und der Lehrmethode“ (iṣlāḥ kutub al-ʿilm wa-ṭarīqat at-taʿlīm), einem Islāh der Freitagspredigt (iṣlāḥ al-ḫiṭāba), der Azhar, der internen Angelegenheiten des Reiches, ja sogar zu einem „Islāh der Seelen“ (iṣlāh an-nufūs) aufgerufen. Der Begriff Islāh wurde somit zu einem islamischen Gegenstück für das europäische Konzept der Reform. Auch die Presse, so wurde in al-Manār betont, sollte sich an der „islamischen Reform“ (al-iṣlāḥ al-islāmī) beteiligen.
Grundlage aller anderen Reformen sollte aber die „Reform der Rechtsprechung“ (iṣlāḥ al-qaḍāʾ) bilden. Muhammad ʿAbduh, der damals Mufti Ägyptens war, rief in einer eigenen Denkschrift zur „Reform der Scharia-Gerichte“ (iṣlāḥ al-maḥākim aš-šarʿīya) auf. Die starke Reformorientierung Muhammad ʿAbduhs zeigt sich darin, dass er auch den Islam selbst als ein Mittel zur „Reform des Menschengeschlechts“ (iṣlāḥ nauʿ al-insān) begriff.

### Die weltweite Ausstrahlung dieser Aufrufe

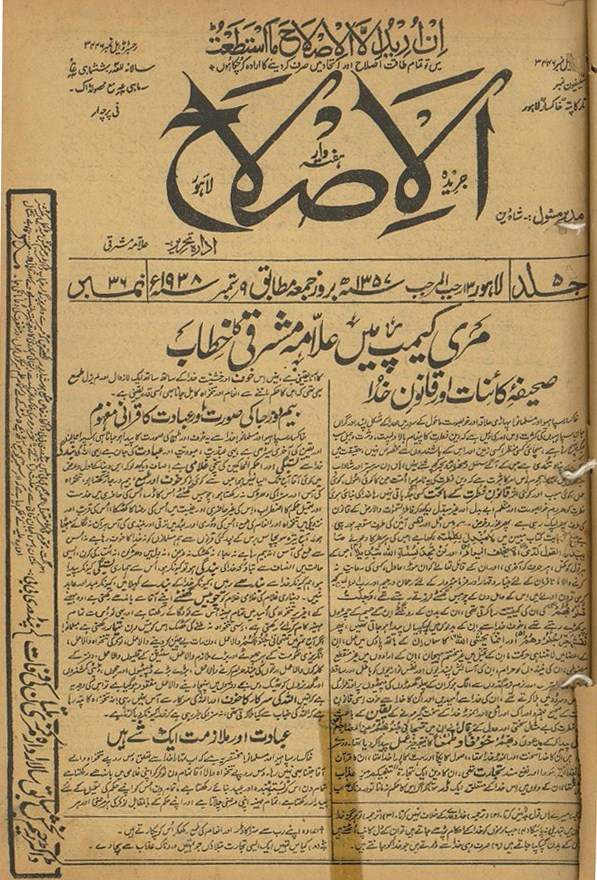
Titelblatt von Maschriqīs Zeitung al-Islāh mit dem Text von Sure 11:88 als Motto

Muhammad ʿAbduh fand mit seinen Islāh-Aufrufen auch in anderen Ländern viele Anhänger. So entstand bei den Tataren der Mittleren Wolga und des Urals 1905 die Islāhī-Bewegung, die das Madrasa-Wesen der muslimischen Gemeinden in Russland kritisierte und eine Reform des Erziehungswesens forderte. Im persischsprachigen Raum wurden in den 1920er Jahren drei Zeitungen gegründet, die Eṣlāḥ im Titel führten, darunter auch die wichtigste Tageszeitung von Kabul. In Algerien propagierte der islamische Reformdenker ʿAbd al-Hamīd Ibn Bādīs (1889–1940) den Islāh-Gedanken in seiner Zeitung asch-Schihāb (1925–1939) und verfasste darüber auch Gedichte. In Britisch-Indien rief 1934 ʿInāyat Allāh Chān Maschriqī, der Gründer der egalitaristischen Chaksār-Bewegung, ebenfalls eine Zeitung mit dem Namen al-Islāh ins Leben, die ein umfassendes Reformprogramm entwarf.
Auch die religiöse Reform von Vakkom Moulavi (1873–1932) in Travancore, einem Fürstenstaat auf dem Gebiet des heutigen Kerala in Südindien, war Teil der weltweiten Islāh-Bewegung. Moulavi nutzte sehr erfolgreich die Kommunikationsnetzwerke, um seine Ideen von Patriotismus, moderner Bildung und religiösen Reformen zu verbreiten.

### Das Konzept bei Mutahharī
Eine sehr wichtige Rolle spielte das Konzept des Islāh erneut in dem Buch „Die islamischen Bewegungen im 14. Jahrhundert der Hidschra“ des schiitischen Geistlichen Murtadā Mutahharī (1920–1979), der als einer der Vordenker der Islamischen Revolution in Iran gilt. In dem Buch, das 1980 posthum herausgegeben wurde, betonte Mutahharī die Wichtigkeit des Islāh auf der gesellschaftlichen Ebene und sprach davon, dass jeder Muslim vor der Aufgabe stehe, eine auf Islāh ausgerichtete Daʿwa (daʿwa iṣlāḥīya) zu betreiben. Sie sei der Prüfstein für die Frage, ob das Prinzip Das Rechte gebieten und das Verwerfliche verbieten eingehalten werde, das zu den Kernelementen der sozialen Lehren des Islams gehöre.
Andererseits kritisierte Mutahharī, dass einige Menschen die Bedeutung des sozialen Islāh überbetonten und keine anderen Leistungen mehr anerkennen wollten, obwohl beispielsweise die Arbeit eines Arztes, der von morgens bis abends Kranke behandelt, zwar kein Islāh sei, aber trotzdem einen sehr wichtigen Dienst an der Gesellschaft darstelle. Gesellschaftlicher Islāh (al-iṣlāḥ al-iǧtimāʿī) bedeute immer eine gesellschaftliche Veränderung hin zu einem gewünschten Ziel. Die Arbeit von großen Persönlichkeiten wie dem Rechtsgelehrten Murtadā al-Ansārī und Mulla Sadra sei ein sehr großer Dienst, aber eben keine Islāh-Arbeit. Das Gleiche gelte für den Korankommentar Madschmaʿ al-bayān von at-Tabarsī, aus dem Tausende Menschen Nutzen gezogen hätten. Auch er sei als Dienst zu werten, nicht jedoch als gesellschaftlicher Islāh.
Mutahharī sah das Prinzip des Islāh nicht nur im Leben Mohammeds und der zwölf Imame verwirklicht, sondern äußerte die Auffassung, dass die islamische Geschichte insgesamt mit Islāh-Bewegungen angefüllt sei. Schon seit mindestens tausend Jahren sei bei den Muslimen die Idee von dem Erneuerer der Religion verbreitet, der am Anfang eines jeden Jahrhunderts auftritt. Aufgrund dessen könne man sagen, dass der Islāh, „die auf Islāh ausgerichtete Erhebung“ (an-nahḍa al-iṣlāḥīya) und die Erneuerung des religiösen Denkens, Begriffe, die erst in späterer Zeit geprägt wurden, schon vorher bei den Muslimen eine „bekannte Melodie“ (naġma maʿrūfa) gewesen seien.
Mutahharī betont, dass nicht alle Bewegungen, die Islāh für sich in Anspruch nahmen, sich auch in Wirklichkeit dafür einsetzten. Während er zum Beispiel meint, dass die Aufstände der Aliden während der Umayyaden- und Abbasiden-Zeit einen Islāh-Charakter hatten, spricht er diesen der Bewegung von Babak Chorramdin ab. Bei anderen Bewegungen sei es so, dass sie als Islāh-Bewegung begonnen hätten, sich später aber vom Islāh abgewandt hätten. Eine Bewegung, die eine solche Entwicklung durchlaufen habe, sei die Schuʿūbīya. Eine weitere Unterscheidung, die Mutahharī trifft, ist die zwischen geistigen und sozialen Islāh-Bewegungen. Die Nahda al-Ghazālīs zum Beispiel sei eine „geistige Nahda“ (nahḍa fikrīya) gewesen, weil al-Ghazālī davon überzeugt gewesen sei, dass die islamischen Wissenschaften von einem Schaden betroffen sei, und er nach einer Wiederbelebung des religiösen Denkens gestrebt habe. Die Bewegungen der Aliden und der Sarbadāre, die gegen die Unterdrückung durch die Mongolen kämpften, rechnet er dagegen den sozialen Islāh-Bewegungen zu. Eine Bewegung, bei der sich seiner Ansicht nach geistiger und sozialer Islāh verbanden, war die Bewegung der Brüder der Reinheit. Schließlich unterscheidet Mutahharī noch zwischen progressiven und reaktionären Islāh-Bewegungen. Den reaktionären Islāh-Bewegungen rechnet er die Aschʿarīya, die Achbārīya und die Wahhābīya zu. Die Nahda al-Ghazālīs sieht er dagegen als ambivalent an, weil sie sowohl progressive als auch reaktionäre Züge aufgewiesen habe.
Sein eigenes Buch sieht Mutahharī als einen ersten Beitrag zur Aufarbeitung der Islāh-Bewegungen des 14. islamischen Jahrhunderts an, also des Zeitraums zwischen 1882 und 1979. Zu den wichtigsten Persönlichkeiten, die sich in dieser Zeit um den Islāh verdient gemacht haben, gehören seiner Meinung nach Dschamāl ad-Dīn al-Afghānī, Muhammad Abduh, ʿAbd ar-Rahmān al-Kawākibī und Muhammad Iqbal. Auf schiitischer Seite rechnet er die Tabakbewegung von 1891 und die Konstitutionelle Revolution von 1905 bis 1911 zu den Islāh-Bewegungen. Die Islamische Revolution Irans, deren Anfänge er noch miterlebte, stellte er in diesen historischen Rahmen und versuchte sie dadurch in seinem Buch zu legitimieren.

### Gründung von Islāh-Bewegungen und -Parteien
Der Islāh-Begriff erhielt ab den 1990er Jahren auf der arabischen Halbinsel erneut größere Bedeutung bei islamistischen Gruppierungen. So gründeten 1990 im Jemen Anhänger der Muslimbruderschaft die Jemenitische Sammlung für Islāh (At-Taǧammuʿ al-Yamanī li-l-iṣlāḥ). Um die Mitte der 1990er Jahre spielte die Islāh-Idee auch bei der saudischen Sahwa-Bewegung eine wichtige Rolle. Salmān al-ʿAuda sprach im November 1994 kurz vor seiner Verhaftung in einer Botschaft an die saudische Öffentlichkeit von der Aufgabe der „Reform der Verhältnisse der Menschen“ (iṣlāḥ auḍāʿ an-nās), was auch ihre diesseitigen Verhältnisse einschließen müsse. Diese „Reformaufgabe“ (muhimmat al-iṣlāḥ) sei nicht auf ein Land oder ein Feld beschränkt, sondern müsse auf die Reform der Umma an jedem Ort, soweit es möglich ist, abzielen und sowohl die wissenschaftlichen als auch die praktischen Aspekte einschließen. Seine Vorstellung vom Islāh war zu dieser Zeit sehr umfassend und radikal. Saʿd al-Faqīh, ein anderer Vertreter der Sahwa, gründete 1996 seine Islamische Bewegung für Islāh, die auf einen Sturz des saudischen Königshauses hinarbeitete. In Algerien gründete Abdellah Dschaballah 1999 als Abspaltung von der Nahda-Bewegung seine eigene Nationale Islāh-Bewegung.

### Salmān al-ʿAudas Kritik an den Islāh-Bewegungen
Salmān al-ʿAuda änderte nach seiner Freilassung im Jahre 1999 seine Sicht auf die islamischen Islāh-Bewegungen. So kritisierte er, dass diese  Bewegungen die Tendenz hätten, sich jeweils mit ihrem eigenen Projekt abzuschotten. Diese Verhaltensweise führe im Ergebnis zu einer Fragmentierung und Aufspaltung der Gesellschaft. Wichtiger seien jedoch der Zusammenschluss (al-indimāǧ), die Partnerschaft (aš-šarāka) und das Zusammenleben (at-taʿāyuš) in der Gesellschaft. Außerdem betonte er, dass man bei der Suche nach Islāh nicht zu sehr auf den politischen Führer (az-zaʿīm) fixiert sein dürfe. In seiner Sendung Hadschar az-zāwiya äußerte er im Oktober 2005: „Wir glauben, dass alle unsere Fehler dieser Führer zu verantworten hat, und dass jede Verbesserung (iṣlāḥ), die wir suchen, von diesem Führer kommen muss, den wir suchen und erwarten. Das ist ein Fehler.“ Al-ʿAuda setzte sich auf diese Weise von Propagandisten früherer Islāh-Bewegungen ab, denen er vorwarf, die Verantwortung für die Rückständigkeit allein den Herrschenden zu geben. Schließlich betonte er, dass bei individuellen, kollektiven und staatlichen Islāh-Bemühungen auch Fehler unterlaufen könnten, mit denen man dann konstruktiv umgehen müsse. Insgesamt zeigt sich, dass al-ʿAuda nach seiner Freilassung Islāh nur noch als ein kulturelles und intellektuelles Konzept auffasste.